# Pleurothallis gratiosa
Pleurothallis gratiosa är en orkidéart som beskrevs av Heinrich Gustav Reichenbach. Pleurothallis gratiosa ingår i släktet Pleurothallis och familjen orkidéer. Inga underarter finns listade i Catalogue of Life.

## Bildgalleri

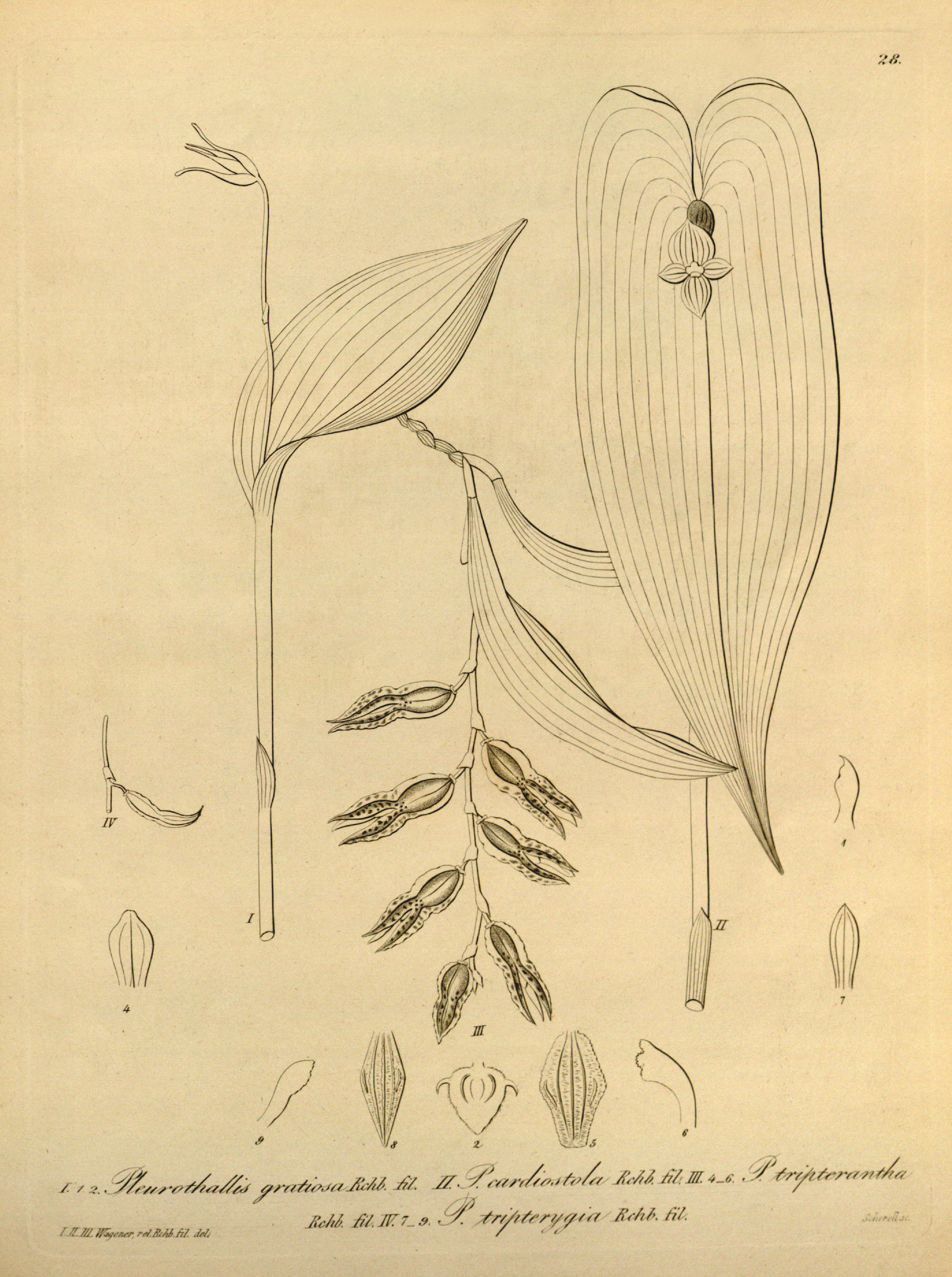